# کریستن ریتر
کریستن آلیس ریتر (به انگلیسی: Krysten Alyce Ritter) بازیگر، موسیقیدان و مدل پیشین آمریکایی است. از جمله کارهای او می‌توان به ایفای نقش شخصیت جسیکا جونز در مجموعه‌های تلویزیونی جسیکا جونز و مینی سریال مدافعان، شخصیت جین مارگولیس در برکینگ بد، و کلویی در مجموعه کمدی به ج… آپارتمان ۲۳ اعتماد نکنید، و همچنین فیلم‌هایی نظیر او از سطح من بالاتر است، چشمان بزرگ، خون‌آشام‌ها، زندگی اتفاق می‌افتد، ورونیکا مارس و سونیک خارپشت ۳ کرد.

## زندگی‌نامه
کریستن ریتر یک بازیگر و مدل پیشین آمریکایی است که در پروژه‌های مختلف شرکت کرده‌است. او پس از حضور در فصل دوم سریال «برکینگ بد» (Breaking Bad) و حضور در چند قسمت آن به شهرت رسید. سپس با حضور در درام جنایی «جسیکا جونز» (Jessica Jones) توانست حضور خود در صنعت سینمای آمریکا را اثبات کرده و فرصت‌های جدید ایجاد نماید.
کریستن آلیس ریتر در دسامبر ۱۹۸۱ در پنسیلوانیا زاده شد. دوران کودکی و جوانی را در مزرعه پدر در بلومزبرگ گذراند. این ستاره یک کودک معمولی بود که به کتاب، موسیقی، فیلم و ورزش علاقه داشت.
زندگی کریستن در ۱۵ سالگی تغییر کرد: یک نماینده مدلینگ در یک مرکز تجاری متوجه این دختر لاغر و خجالتی شد. این دختر جوان پیشنهاد مدلینگ را قبول کرد و حرفه اش را آغاز نمود. در روزهای هفته به مدرسه می‌رفت و در آخر هفته‌ها در نمایش‌های مد نیویورک شرکت می‌کرد. به زودی توانست با دو آژانس مدلینگ قرارداد امضا کند. در ۱۸ سالگی به نیویورک رفت. یکی از آژانس‌هایی که با آن قرارداد داشت این زن جوان را به تبلیغات دکتر پپر فرستاد. از آن زمان حرفه این ستاره با سرعت پیش رفت و بر جلد مجلات، تبلیغات و نمایش‌های مد میلان، پاریس و توکیو دیده شد.

## فیلم‌های او
کریستن ریتر بازیگری را از سال ۲۰۰۱ و زمانی که مدل بود آغاز کرد. او در فیلم «کسی مثل تو» (Someone Like You) درخشید. همچنین در فیلم Garmento از میشل ماهر حضور یافت. در همان سال در فیلم کوتاه Freshening Up بازی کرد.
در سال ۲۰۰۳ به بازیگری ادامه داد. در «لبخند مونا لیزا» (Mona Lisa Smile) در نقش کوتاهی حضور یافت که البته رضایت‌بخش بود. فیلم‌های بعدی او عبارتند از Tanner on Tanner, Veronica Mars و Jonny Zero. در آن زمان متوجه شد بازیگری را به مدلینگ ترجیح می‌دهد و به سینما روی آورد. در نتیجه به کلاس‌های بازیگری رفت.
در سال ۲۰۰۶ در تئاتر سکند استیج حضور یافت و در نمایش All This Intimacy براساس نمایش راجیو جوزف شرکت کرد. علاوه بر این، در Pool Guys, 27 Dresses و What Happens in Vegas حضور یافت.
در سال ۲۰۰۹ در فیلم «اعترافات یک معتاد به خرید» (Confessions of a Shopaholic) نقش دوست شخصیت اصلی را ایفا کرد. آیلا فیشر و هیو دنسی همبازی‌های او بودند. سپس در فیلم «او از سطح من بالاتر است» (She’s Out of My League) نقش مشابه ای را ایفا کرد. کمدی رمانتیک جیم فیلد اسمیت در شهرت این بازیگر نقش داشت.
با بازی در نقش جین مارگولیس سریال محبوب «برکینگ بد» به یک ستاره تبدیل شد. این سریال جنایی از سال ۲۰۰۸ تا ۲۰۱۳ از شبکه AMC پخش شد. طبق گفته این بازیگر همکاری با آرون پل، برایان کرانستون، آنا گان و غیره، تجربه‌های باارزشی را در اختیار او قرار داد.
در سال ۲۰۱۰ این مدل پیشین در فیلم «چطور به یک زن عشق بورزیم» (How to Make Love to a Woman) در کنار جاش میرز نقش اصلی را دریافت کرد. داستان براساس کتاب پرفروش جنا جیمسون، مدل عکس و بازیگر پیشین پورنوی آمریکایی، ساخته شد. در همان سال در سریال «گرانش» (Gravity) دربارهٔ افرادی که خودکشی کرده و زنده ماندند، نقش لیلی چمپین را ایفا کرد. اخیراً در فیلم «کشتن بونو» (Killing Bono) از نیک هم و کمدی ترسناک Vamps در کنار آلیشیا سیلوراستون حضور یافته‌است. ین بازیگر رفته رفته پیشنهادهای سریالی بیشتری دریافت می‌کند. در سال ۲۰۱۲ در سریال جوانانه «به ج… آپارتمان ۲۳ اعتماد نکنید» (Don’t Trust the B—- in Apartment ۲۳) نقش کلویی شاد و سرخوش را ایفا کرد. همچنین در سریال جسیکا جونز(Jessica Jones) بعنوان شخصیت ابر قهرمانی جسیکا جونز ایفای نقش کرد که در سه فصل ساخته و از شبکهٔ نتفلیکس پخش شد (فصل اول در سال ۲۰۱۶,فصل دوم در سال ۲۰۱۸ و فصل سوم در سال ۲۰۱۹ پخش شدند). همچنین در سال ۲۰۱۷ در مینی سریال مدافعان(Defenders) تحت عنوان همان نقش در کنار تعدادی دیگر از ابرقهرمانان دنیای مارول از جمله دردویل، لوک کیج و آیرن فیست (ایفا شده به ترتیب توسط چارلی کاکس، مایک کولتر و فین جونز)ایفای نقش کرد.
به تازگی در فیلم《night books》محصول سال ۲۰۲۱ در نقش ناتاشا که جادوگری است که کوکانی را توسط آپارتمان سحر آمیز به دام می‌اندازد نیز ایفای نقش کرده‌است.